# كينجي إيتو (لاعب كرة قدم)
كينْجِ إيتو (باليابانية: 伊藤 健次) (مواليد 29 يونيو 1976)، هو لاعب كرة قدم ياباني سابق كان يلعب كمهاجم.

## وصلات خارجية
- كينجي إيتو على موقع رابطة كرة القدم اليابانية للمحترفين (اليابانية)
- كينجي إيتو على موقع عالم كرة القدم.نت (الإنجليزية)